# Weekday
Weekday är en svensk butikskedja, ägd av Fabric Scandinavien. Sedan 2008 ingår Fabric Scandinavien (och Weekday) i  H&M-koncernen. Weekday har butiker i Stockholm, Göteborg, Malmö, Lund, Umeå, Helsingfors, Köpenhamn, Århus, Oslo, Bergen, Trondheim, Berlin, Köln, Amsterdam och Hamburg. Weekday sålde bland annat kläder från det egna märket Cheap Monday.